# アーミー・ユナイテッドFC
アーミー・ユナイテッド・フットボールクラブ（タイ語: อาร์มี่ ยูไนเต็ด, 英語: Army United Football Club）は、タイ王国のバンコクをホームタウンとするサッカークラブ。創設は1916年で、2015年シーズン開幕時点のクラブエンブレムに「ARMY UNITED EST.1916 ROYAL THAI ARMY」の文字が入っていた。1996年のタイ・プレミアリーグ創設時のメンバー。2019年に解散。

## 歴史
1916年、陸軍のサッカークラブ「ロイヤル・タイ・アーミーFC」として創設された。
1983年、当時のタイ王国クラブサッカーの最高レベルの大会であるコー・ロイヤルカップで優勝した。
1997年、クイーンズカップ決勝に進出したが、3連覇中だったタイ・ファーマーズ・バンクFCに0-1で敗れ、準優勝に終わった。
1999年、入れ替え戦でタイ・ディヴィジョン1リーグ2位のロイヤル・タイ・ネイビーFCに0-1で敗れ、初めてディヴィジョン1リーグに降格した。
2005年、ディヴィジョン1リーグで優勝し、6シーズンぶりのプレミアリーグ復帰を決めた。
2010年、プレミアリーグ最下位に終わったが、プレミアリーグ15位のバンコク・ユナイテッドFCとディヴィジョン1リーグ4位のソンクラーFCと同組になった入れ替え戦・グループBの1位になり、プレミアリーグ残留を決めた。2010年シーズンはプレミアリーグの下位3チームとディヴィジョン1リーグの4位から6位チームが2つのグループに分かれて2回戦総当たり戦（各チーム4試合）を実施し、各グループの1位チームのみがプレミアリーグに残留（昇格）できるレギュレーションが採用された。同年12月、ロイヤル・タイ・アーミーFCからアーミー・ユナイテッドFCに改称した。
2012年、タイFAカップ決勝戦に進出したが、ブリーラム・ユナイテッドFCに1-2で敗れて初優勝を逃した。2016年シーズン、リーグ16位で終了してタイ・リーグ2に降格。
2019年11月29日、アピラット陸軍司令官がクラブの解散を決定し、103年の歴史に終止符を打った。

## タイトル
- コー・ロイヤルカップ 優勝 (1) : 1983
- タイ・ディヴィジョン1リーグ 優勝 (1) : 2004-05

## 過去の成績
| シーズン | ディビジョン    | 順位 | FAカップ | リーグカップ |
| -------- | --------------- | ---- | -------- | ------------ |
| 1996-97  | プレミア        | 08位 |          |              |
| 1997     | プレミア        | 09位 |          |              |
| 1998     | プレミア        | 07位 |          |              |
| 1999     | プレミア        | 11位 |          |              |
| 2000     | ディヴィジョン1 |      |          |              |
| 2001-02  | ディヴィジョン1 |      |          |              |
| 2002-03  | ディヴィジョン1 |      |          |              |
| 2003-04  | ディヴィジョン1 |      |          |              |
| 2004-05  | ディヴィジョン1 | 01位 |          |              |
| 2006     | プレミア        | 06位 |          |              |
| 2007     | プレミア        | 05位 |          |              |
| 2008     | プレミア        | 15位 |          |              |
| 2009     | ディヴィジョン1 | 02位 | 2回戦    |              |
| 2010     | プレミア        | 16位 | 準決勝   |              |
| 2011     | プレミア        | 13位 | 準決勝   |              |

| シーズン | ディビジョン | 順位 | FAカップ | リーグカップ |
| -------- | ------------ | ---- | -------- | ------------ |
| 2012     | プレミア     | 10位 | 準優勝   |              |
| 2013     | プレミア     | 06位 | 4回戦    |              |
| 2014     | プレミア     | 09位 | 3回戦    |              |
| 2015     | プレミア     | 10位 | 準決勝   | 準決勝       |

## 歴代所属選手
- 岩舘侑哉 2010
- 加藤康弘 2010
- 東風淳 2010-2012
- ビョルン・リンデマン 2012-2013
- ダニー・インヴィンシビル（英語版） 2012-2013
- アドナン・バラカート（英語版） 2013
- アロン・ダ・シウヴァ（英語版） 2013
- ラファエル・ボッティ 2014
- ゴラン・イェルコヴィッチ（英語版） 2014
- 能登正人 2014
- 船山祐二 2014
- 平野甲斐 2015-2016, 2017-
- メルヴィン・デ・レーブ 2015, 2017

## 歴代監督
- マット・エリオット 2014
- ゲーリー・スティーヴンス (1962年生のサッカー選手) 2014-